# Cerro Mbatoví
El Cerro Mbatoví es un bello monumento natural situado en las cercanías de la Eco reserva Mbatoví, en el Departamento de Paraguarí, en la jurisdicción del municipio homónimo de la Ciudad de Paraguarí. Pertenece al grupo de elevaciones de la Cordillera de los Altos. Fue declarado Reserva Natural de Interés Municipal por Ordenanza N° 141/2007 de la Junta Municipal de la Ciudad de Paraguarí del 04 de setiembre de 2007. Su pico es de 250 metros sobre el nivel del mar.